# Gesellschaft zur Erhaltung alter und gefährdeter Haustierrassen
Die Gesellschaft zur Erhaltung alter und gefährdeter Haustierrassen (GEH) ist eine am 5. Dezember 1981 gegründete Vereinigung mit Sitz im hessischen Witzenhausen – Standort der Agrarwissenschaften an der Universität Kassel –, die sich die Erhaltung alter Haustierrassen zum Ziel gesetzt hat.

## Ziele
In der Präambel zur Satzung hat die Gesellschaft ihre Ziele beschrieben:

„Im Laufe von Jahrtausenden hat der Mensch gelernt, immer besser auch unter weniger günstigen und sogar widrigen Umweltbedingungen sein Auskommen zu finden. Von wesentlicher Bedeutung für diesen enormen Erfolg, der die Entwicklung von Zivilisation und Hochkulturen erst möglich machte, waren Haustiere. Sie versorgten den Menschen nicht nur mit Nahrung, Wärme und Dünger, mit Materialien für Werkzeuge und Waffen, sie dienten ihnen mit ihrer Arbeitskraft und waren auch oft treue Gefährten. In einer spezialisierten modernen Welt ist heute jedoch nur wenig Platz für all die vielen, an ihre speziellen Umweltverhältnisse angepassten Haustierrassen, die sich über sehr lange Zeiträume entwickelt haben und auch in Zukunft von großer Bedeutung für eine nachhaltige und tierschutzgerechte Landwirtschaft sind. Die genetischen Potentiale der alten Haustierrassen, die beeindruckende Vielfalt an Eigenschaften, Charakteren und Schönheit auch für die Nachwelt zu erhalten, ist nicht nur eine Verpflichtung nach dem völkerrechtlichen „Übereinkommen über die biologische Vielfalt vom 5. Juni 1992“, sie sollte ein Anliegen jeder Kulturgesellschaft sein.“

Aufgabenschwerpunkte sind:
- Erhaltung alter, traditioneller Nutztierrassen. Schwerpunkt ist die Lebenderhaltung,
- Sensibilisierung der Öffentlichkeit für gefährdete Nutztierrassen,
- Beschreibung der aktuellen Eigenschaften und Leistungen der Haustierrassen,
- Hervorheben des kulturhistorischen Wertes,
- Herausstellen der regionalen Besonderheiten heimischer Haustierrassen,
- Einbinden der Haustierrassen in die offizielle Herdbuchzucht,
- Zusammenarbeit mit der Verwaltung im Bereich der Tierzucht,
- Mitarbeit bei politischen Vorhaben zu tiergenetischen Ressourcen,
- Internationale Zusammenarbeit zur Erhaltung tiergenetischer Ressourcen.[5]

Der Vorsitzende und die Geschäftsführerin der Gesellschaft wirken im Fachbeirat Tiergenetische Ressourcen der Deutschen Gesellschaft für Züchtungskunde mit.
Das Motto lautet „Erhalten durch Nutzen“, d. h. die gefährdeten Haustierrassen sollen durch geeignete Nutzungsformen einen kulturellen, wirtschaftlichen und gesellschaftlichen Wert behalten.

## Mitglieder
Die derzeit (2022) etwa 2200 Mitglieder entstammen einem breiten Spektrum von Landwirten, Nebenerwerbslandwirten, Hobbyhaltern, Agrarwissenschaftlern, Tierärzten und Interessierten mit oder ohne eigene Tierhaltung. Ehrenmitglied ist der zu den Gründern der Gesellschaft gehörende Fachmann für alte Haustierrassen Hans Hinrich Sambraus, der Standardwerke über alte Haustierrassen veröffentlichte. Innerhalb der GEH gibt es 23 Regionalgruppen, von denen manche eine Webseite haben.
Der Vorstand mit fünf Mitgliedern und die in Witzenhausen tätigen Mitarbeiter der Geschäftsstelle unter Leitung der Geschäftsführerin Antje Feldmann bearbeiten und betreuen interne und öffentlich geförderte Projekte in Zusammenhang mit gefährdeten Nutztierrassen. Hauptthemen sind hierbei Vernetzung der Zucht, weitere Entwicklungsmöglichkeiten und Förderung von traditionellen und Erschließen neuer Nutzungsmöglichkeiten von gefährdeten Nutztierrassen. In der Beteiligung an Messen, Veranstaltungen und Tierausstellungen, mit Pressemitteilungen und Informationsmaterial wird die Öffentlichkeit auf die Problematik von gefährdeten Haustierrassen und deren Erhaltung aufmerksam gemacht. Durch ehrenamtlich tätige Mitglieder wird ein Informationsaustausch und eine Koordination der Züchter gefährdeter Rassen auch über Ländergrenzen hinweg organisiert. Den Mitgliedern werden Workshops, Exkursionen, Literatursammlungen und weitere Informationsmöglichkeiten angeboten.
Insbesondere für Studierende bietet die Geschäftsstelle auch die Möglichkeit, Praktika durchzuführen.

## Rasse des Jahres
Seit 1984 ruft die GEH die „Gefährdete Nutztierrasse des Jahres“ aus. Mit dieser Auswahl soll exemplarisch auf die Situation des Verlustes der Vielfalt im landwirtschaftlichen Umfeld aufmerksam gemacht werden. Für das Jahr 2024 wurden „Ungewöhnliche Kaninchenrassen. Marderkaninchen, Luxkaninchen und Angorakaninchen“ ausgewählt.

## Arche-Projekt
Im Jahre 1995 wurde von der GEH das „Arche-Hof“-Projekt ins Leben gerufen. Betriebe von Mitgliedern können von der GEH die geschützte Bezeichnung „Arche-Höfe“ verliehen bekommen, wenn sie gefährdete Haustierrassen züchten und die von der GEH festgelegten Kriterien erfüllen. Zurzeit gibt es etwa 100 Arche-Höfe in ganz Deutschland. Die Festlegung von Kriterien für die Anerkennung von Arche-Regionen, Arche-Dörfern und Arche-Parks entstand in Anlehnung an das Arche-Hofprojekt und stellt insbesondere die Öffentlichkeitsarbeit zum Thema gefährdeter Haustierrassen in den Vordergrund. Verdiente Züchter gefährdeter Rassen werden von der GEH als „Arche-Züchter“ ausgezeichnet.

## Zeitschrift Arche Nova
Der Verein bringt viermal jährlich die Mitgliederzeitschrift „Arche Nova“ heraus, die nicht nur ein Forum für Mitglieder ist, sondern zahlreiche Aspekte der Problematik gefährdeter Nutztierrassen in Fachartikeln beleuchtet. Für die Mitglieder ist der Bezug dieser Zeitschrift im Beitrag enthalten.